# NGC 6247
NGC 6247 ist eine 14,3 mag helle Radiogalaxie vom Hubble-Typ P im Sternbild Drache. Sie ist rund 208 Millionen Lichtjahre von der Milchstraße entfernt.
Die Galaxie wurde am 24. September 1862 von Heinrich Louis d’Arrest entdeckt.